# 根橋美絵子
根橋 美絵子（ねはし みえこ）は、日本の元女性声優。

## 人物
高校時代、エキストラの事務所に登録しており、知り合った人物に、ラジオ局主催の声優セミナーに誘われたという。その後、ラジオドラマの制作に参加させてもらい、凄く楽しく、青二塾のことも教えてもらったため、受けてたという。小学生の時の『風の谷のナウシカ』が好きで、友人とナウシカごっこをしていたため、憧れはあったのかもしれないという。
青二塾を経て、1999年2月28日まで青二プロダクション所属。

## 出演
太字はメインキャラクター。

### 劇場アニメ
- しらんぷり（マリモ先生）

### ゲーム
- 卒業Album（1998年、渡辺和恵）
- 卒業III Wedding Bell（1998年、渡辺和恵）
- みさきアグレッシヴ!（1998年、甲野いずみ）
- 聖少女艦隊バージンフリート（1999年、三冬人麿）

### ドラマCD
- ファーストKiss☆物語
- 卒業III Wedding Bell Radio Drama Collection（1998年、渡辺和恵）
- クロックタワーゴーストヘッド（1998年、藤香）

## ディスコグラフィ

### キャラクターソング
| 発売日        | 商品名                                | 歌 | 楽曲                                    | 備考                                             |
| ------------- | ------------------------------------- | --- | --------------------------------------- | ------------------------------------------------ |
| 1998年3月21日 | Happy Bell 〜幸せのベルを鳴らせ!〜    | 尾崎恭子（古山あゆみ）、菊池希美（中山真奈美）、斎藤由加里（小松里賀）、松山美咲（高橋千晶）、渡辺和恵（根橋美絵子） | 「Happy Bell 〜幸せのベルを鳴らせ！〜」 | ゲーム『卒業III Wedding Bell』オープニングテーマ |
| 1998年3月21日 | Happy Bell 〜幸せのベルを鳴らせ!〜    | 尾崎恭子（古山あゆみ）、菊池希美（中山真奈美）、斎藤由加里（小松里賀）、松山美咲（高橋千晶）、渡辺和恵（根橋美絵子） | 「天使のくちびる」                      | ゲーム『卒業III Wedding Bell』エンディングテーマ |
| 1998年4月21日 | 卒業III Wedding Bell Vocal Collection | 渡辺和恵（根橋美絵子）                                                                                               | 「恋人達のロードショー」                | ゲーム『卒業III Wedding Bell』関連曲             |